# تومومي مانكو
تومومي مانكو (باليابانية: 眞子 智実) هو متسابق دراجات نارية ياباني. نافس في سباقات بطولة العالم لفئة 250 سي سي ولفئة 125 سي سي ولفئة 50 سي سي.